# The Use of Knowledge in Society
"The Use of Knowledge in Society" är en akademisk artikel skriven av företrädaren för den österrikiska skolan Friedrich Hayek och blev först publicerad i september 1945 i The American Economic Review. Den är skriven (tillsammans med The Meaning of Competition) som kritik mot ekonomen Oskar R. Lange och hans försvar av planekonomi, och finns med bland de tolv uppsatser i Hayeks kompendium Individualism and Economic Order från 1948.  Artikeln kritiserar införandet av en central prisnämnd (förespråkat av Lange) genom att belysa den konstanta dynamiken och organiska naturen av marknadsprisers fluktuationen, samt fördelarna från detta fenomen. Han hävdar att en centralt planerad marknad aldrig skulle kunna bli lika effektiv som en fri marknad på grund av att varje individ endast känner till en bråkdel av allt det kollektivet känner till. En decentraliserad ekonomi komplimenterar på så sätt den strödda naturen av informationen som finns utspritt i ett samhälle. I Hayeks ord, "Underverket är att i fall som av en råvaras knapphet, utan att en order utfärdas, utan att kanske mer än en handfull personer känner till dess anledning, kommer tiotusentals personer vars identitet inte skulle kunna fastställas med säkerhet trots månader av undersökningar, att använda materialet eller dess produkter mer sparsamt. Det vill säga, de rör sig i rätt riktning." Artikeln diskuterar också konceptet 'individuellt jämviktsläge' och Hayeks påpekande om uppdelningen mellan användbar och praktisk information jämfört med den vetenskapliga och teoretiska.
"The Use of Knowledge in Society" möttes med ett lågt mottagande från kollegor på grund av samtidens politiska klimat och uppfattningen om artikelns överdrivet förenklade kritik. Delvis som en följd av det uteblivna resultatet slutade Hayek på sent 1940-tal att rikta sitt författarskap mot den etablerade ekonomisfären. Tjugo år efter första publiceringen blev dessa idéer mer accepterade och idag är flera av dem accepterade som grundläggande principer. Särskilt artikelns centrala idé hur marknadsprisers fluktuationer främjar effektiv fördelning av resurser omfamnas av de flesta moderna ekonomer.